# 温山病
温山病（オンサンびょう）は大韓民国蔚山広域市蔚州郡温山邑で発生した大韓民国最初の公害病で、いまだに正確な原因は不明である。

## 歴史
蔚山広域市蔚州郡温山邑（当時は慶尚南道蔚州郡温山面）一帯には1974年に指定された非鉄金属を精錬する工場が多い温山工業団地がある。温山工業団地は近くの蔚山石油化学団地と共に化学工場が立地しているところである。1980年代初め工業団地周辺に居住していた住民に、神経痛、全身麻痺の症状が現れ、1985年、韓国政府は温山地域に対する公害被害を認定し、その地帯に居住していた住民を2km離れたところに移住させた。